# Daniel Janssens
Daniel Janssens, född 2 december 1925, död 6 oktober 2004, var en friidrottare från Belgien. Han deltog vid olympiska sommarspelen 1952.